# NGC 6676

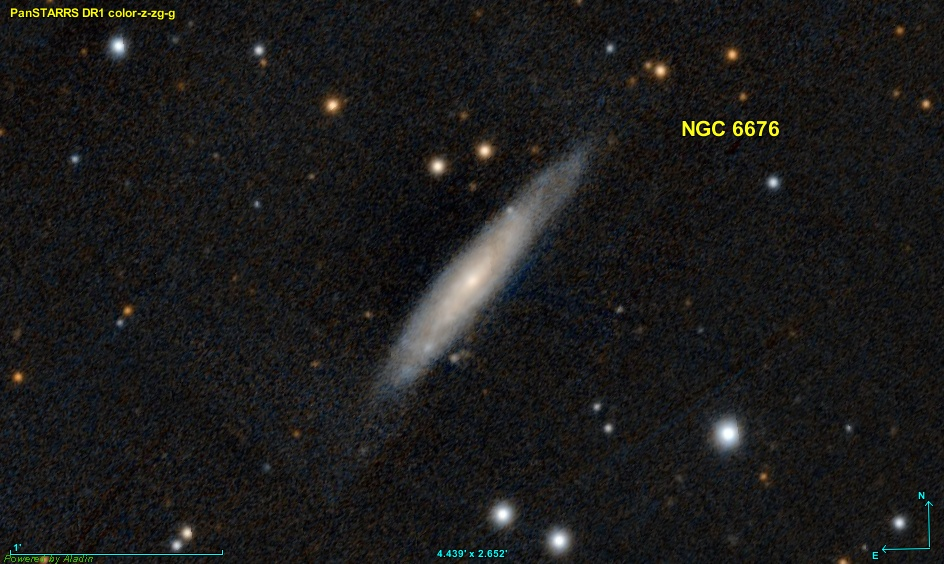
Imagem criada utilizando o software Aladin Sky Atlas do Centro de Dados Astronômicos de Estrasburgo e dados públicos do Pan-STARRS (Sistema de Telescópio e Resposta Rápida para Levantamento Panorâmico)

NGC 6676 é uma galáxia espiral (Sbc) localizada na direcção da constelação de Draco. Possui uma declinação de +66° 57' 36" e uma ascensão recta de 18 horas, 33 minutos e 09,6 segundos.
A galáxia NGC 6676 foi descoberta em 30 de Maio de 1886 por Lewis A. Swift.